# 王詩琅
王詩琅（1908年2月26日—1984年11月6日），台灣作家，臺北艋舺人。筆名王錦江。

## 生平
王詩琅自幼進入私塾就讀，對稗官野史及傳記小說特別感興趣。
王詩琅16歲（1924年）時組織「勵學會」，因此受到當時日治政府警方的注意，且因受到當時台灣民族社會運動影響及接觸左翼思想方面書籍，1926年時參加由日本人小澤一所組織的台灣黑色青年聯盟，後來台灣黑色青年聯盟被指主張以暗殺行動對付壓榨人民的統治者。1927年，日本警方大舉逮捕相關成員，王詩琅及其同志吳滄舟、吳松谷等人被捕。後來王詩琅在1927年至1935年間共入獄3次，前後被判刑1年6個月。23歲又因「台灣勞動互助社事件」，再被判刑10個月，此後以寫作為志業。
1937年時王詩琅曾代楊逵主編《台灣新文學》，並策劃編輯〈漢文學創作詩集〉。
在中日戰爭期間，王詩琅也曾受徵召前往上海和廣州從事戰爭任務，戰後曾任國民政府軍事委員會廣州行營台灣籍官兵總隊政治教官。二次大戰結束後，王詩琅曾先後擔任《民報》編輯以及《和平日報》主筆等職位。1948年時王詩琅任職台北市文獻委員會，開始從事臺灣歷史及民俗文化編纂的工作。1961年時再轉任台灣省文獻委員會編纂組長，纂修《臺灣省通誌》。
自公職退休後，王詩琅又擔任《臺灣風物》雜誌社編輯，從事鄉土文獻之整理與研究。晚年時則開始註譯《臺灣總督府警察沿革誌》（此書王氏的註譯只有一本出版，為沿革誌第二編中卷之社會運動史《文化運動》，由稻鄉出版社印行）。據康寧祥回憶，此書來源頗為神秘。起因於當時康寧祥與田朝明皆常爬山，基於對政治的關心路上難免批評時政。受到一位陌生的登山同好聽到，希望與其見面。之後有次康氏拜訪田朝明想起此事，遂打電話給該人。該人即騎腳踏車到來，並給康寧祥一包《蕭茲鋼琴樂理全集》，裡面就夾著《臺灣總督府警察沿革誌第二編》。原本本書係只供日本統治者參考的「極機密」，然而在二次大戰中美軍轟炸台灣時，此人趁亂進入臺灣總督府偷出此書收藏。到1969年在政見台下聽康寧祥演講時，才決定給予康氏參考。:78-79日後康寧祥將本書請王詩琅翻譯出來，刊登於《臺灣政論》，然而只刊登一期雜誌就被國民黨政府停刊查禁，:79推遲了完整面世。
1982年，王詩琅獲國家文藝獎特別獎。並任《學友》雜誌社主編，推廣兒童文藝創作。1984年王詩琅獲得第二屆臺美基金會人文科學成就獎，1984年11月6日卒於台北市馬偕醫院。

## 著作
王詩琅早期主要的文學創作包括詩和小說，其小說的風格帶有批判寫實主義、筆觸沉鬱，反映出當時社會運動受到壓迫的挫敗感，發表的作品有〈夜雨〉、〈沒落〉、〈十字路〉等。
王詩琅的寫作範圍涵蓋甚廣，作品包括小說、兒童文學、民間故事、台灣民俗、台灣人物、台灣文教及台灣歷史等。曾出版的著作有《台灣社會生活》、《日本殖民地體制下的台灣》、《台灣禮俗誌》等十多種。1969年時，張良澤將王詩琅作品編為《王詩琅全集》，共11卷，由德馨室刊行，內容分別是《鴨母王》、《孝子尋母記》、《艋舺歲時記》、《清廷臺灣棄留之議》、《余清芳事件全貌》、《三年小叛五年大亂》、《臺灣人物誌(上)》、《臺灣人物表論(下)》、《臺灣文學重建的問題》、《夜雨》及《喪服的遺臣》，全套於2003年由台北市海峽學術出版社重新印行。仍有部分上述全集未收錄之文章，張炎憲、翁佳音收錄為《陋巷清士－王詩琅選集》2000年由稻鄉出版社印行。除此之外，王詩琅與王國藩主修的《台北市志》，在1983年由台北市成文書局出版，該書是《中國方志叢書》當中的一本；王詩琅譯註的《臺灣總督府警察沿革誌第二編中卷》，1995年11月由臺北縣稻鄉出版社出版，以「台灣社會運動史：文化運動」的名義出版；1991年王詩琅在日治時期所創作的幾篇重要短篇小說，前衛出版社將之與朱點人的作品合在一起出版，名為《王詩琅、朱點人合集》；1999年玉山社出版《台灣歷史故事》、《台灣民間故事》，兩本的故事內容是王詩琅所撰寫(1999年時，王已過世)，繪圖者則是李欽賢。至於外譯方面，1988年陳逸雄將王詩琅、賴和、陳虛谷等人的作品譯成日文，出版《台灣抗日小說選》，由東京都研文社發行。
王詩琅的詩作數量不多，其白話詩〈蜂〉，以及為李南衡主編的《日據下台灣新文學明集4：詩選集》所寫的序言「日據下臺灣新文學的生成及發展代序」，皆收錄在1979年3月15日出版的《日據下台灣新文學明集4：詩選集》。

## 評價
王詩琅對戰後兒童文學尤其貢獻良多，因此有「台灣的安徒生」之稱。在1999年玉山社出版的《台灣民間故事》中，國立臺灣大學歷史學系教授吳密察所寫的序〈台灣安徒生〉，序文中提到：
|  | 這位被譽為「台灣安徒生」的前輩…… |

## 外部連結
- 台美基金會
- 張炎憲>隨筆雜談_談王詩琅選集複刻板的兩份心情
- 台灣文學風>王詩琅研究 （页面存档备份，存于）
- 陋巷清士-王詩琅年表 （页面存档备份，存于）
- 龍瑛宗「名作的誕生--評王詩琅「沙基路上的永別」 （页面存档备份，存于）
- 文化部國家文化資料庫>王詩琅